# Kimberly Buys
Kimberly Buys (Sint-Niklaas, 23 de abril de 1989) es una deportista belga que compite en natación.
Ganó una medalla de bronce en el [Campeonato Europeo de Natación de 208]] y dos medallas de plata en el Campeonato Europeo de Natación en Piscina Corta, en los años 2010 y 2012.

## Palmarés internacional
| Campeonato Europeo                  | Campeonato Europeo       | Campeonato Europeo | Campeonato Europeo |
| Año                                 | Lugar                    | Medalla            | Prueba             |
| ----------------------------------- | ------------------------ | ------------------ | ------------------ |
| 2018                                | Glasgow (Reino Unido)    | Medalla de bronce  | 50 m mariposa      |
| Campeonato Europeo en Piscina Corta |                          |                    |                    |
| Año                                 | Lugar                    | Medalla            | Prueba             |
| 2010                                | Eindhoven (Países Bajos) | Medalla de plata   | 200 m estilos      |
| 2012                                | Chartres (Francia)       | Medalla de plata   | 100 m mariposa     |